# Ischyja copicolor
Ischyja copicolor är en fjärilsart som beskrevs av Louis Beethoven Prout 1926. Ischyja copicolor ingår i släktet Ischyja och familjen nattflyn. Inga underarter finns listade i Catalogue of Life.